# Villa Montemorelos
Villa Montemorelos es una localidad del estado mexicano de Durango. Es parte del municipio de Durango.

## Toponimia
El nombre de la localidad rinde homenaje a José María Morelos, héroe de la Independencia de México.

## Demografía
| Gráfica de evolución demográfica |
|                                  |

| Censo | Población |
| ----- | --------- |
| 1900  | 187       |
| 1910  | 337       |
| 1921  | 444       |
| 1930  | 386       |
| 1940  | 599       |
| 1950  | 825       |
| 1960  | 1 150     |
| 1970  | 1 378     |
| 1980  | 1 614     |
| 1990  | 1 740     |
| 2000  | 1 580     |
| 2010  | 1 617     |
| 2020  | 1 647     |